# Scheefkelk
Scheefkelk (Arabis) is een geslacht van winterharde planten uit de kruisbloemenfamilie (Cruciferae of Brassicaceae). Er zijn ruim honderd soorten, waarvan sommige meerjarig zijn. Scheefkelk heeft vrij grove bladeren die 's winters aan de plant blijven zitten. Om deze reden is scheefkelk een geschikte tuinplant.
Scheefkelk is laagblijvend en heeft een kussenachtig uiterlijk en is daarom vooral populair in rotstuinen. De bloemen zijn meestal wit, maar roze variëteiten bestaan ook. De rijke bloei vindt plaats van eind maart tot juli, bij sommige soorten zelfs nog langer.

## Kweek
Scheefkelk kan onstuimig groeien. De kweekwijze is dan ook net als bij andere woekerende planten zeer eenvoudig. Optimaal is een half beschaduwde plek op een zand- of kalkrijke bodem. Scheefkelk dient in het najaar of het vroege voorjaar te worden geplant.

## Soorten
In België en Nederland komen de volgende (onder)soorten voor:
- Torenkruid (Arabis glabra)
- Ruige scheefkelk (Arabis hirsuta subsp. hirsuta)
- Pijlscheefkelk (Arabis hirsuta subsp. sagittata)

Een selectie van andere soorten en cultivars:
- Arabis alpina (Alpenscheefkelk)
- Arabis caucasica (Randjesbloem): niet hoger dan 20 cm, sterke groei, stompe bladeren, witte bloemen.
  - Arabis caucasica'Plena': idem, maar met dubbele witte bloemen.
  - Arabis caucasica 'Variegata': idem, maar crèmekleurige bloemen.
  - Arabis caucasica 'Sulphurea': idem, maar gele bloemen.
- Arabis ×arendsii: hybride, roze bloemen, verder gelijkend op Arabis caucasica.
- Arabis blepharophylla: zeer laag blijvend, tot 10 cm hoog, compacte groeiwijze, purperroze bloemen, niet geheel winterhard.
- Arabis soyeri
- Arabis turrita (Torenscheefkelk)

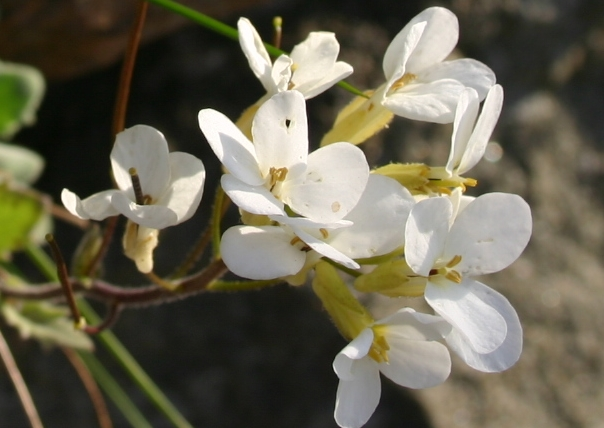
Arabis caucasica
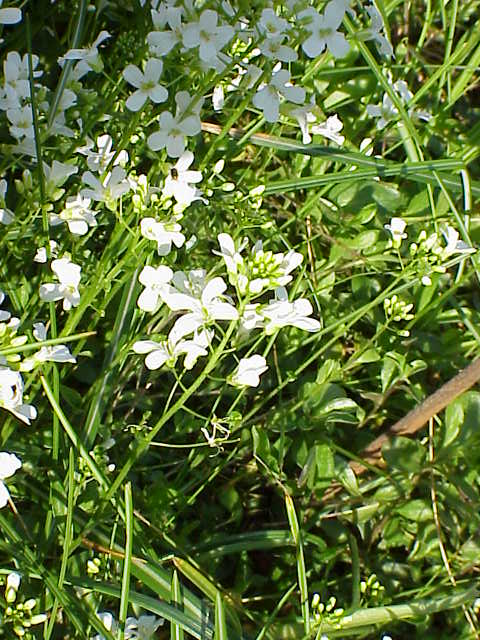
Arabis procurrens
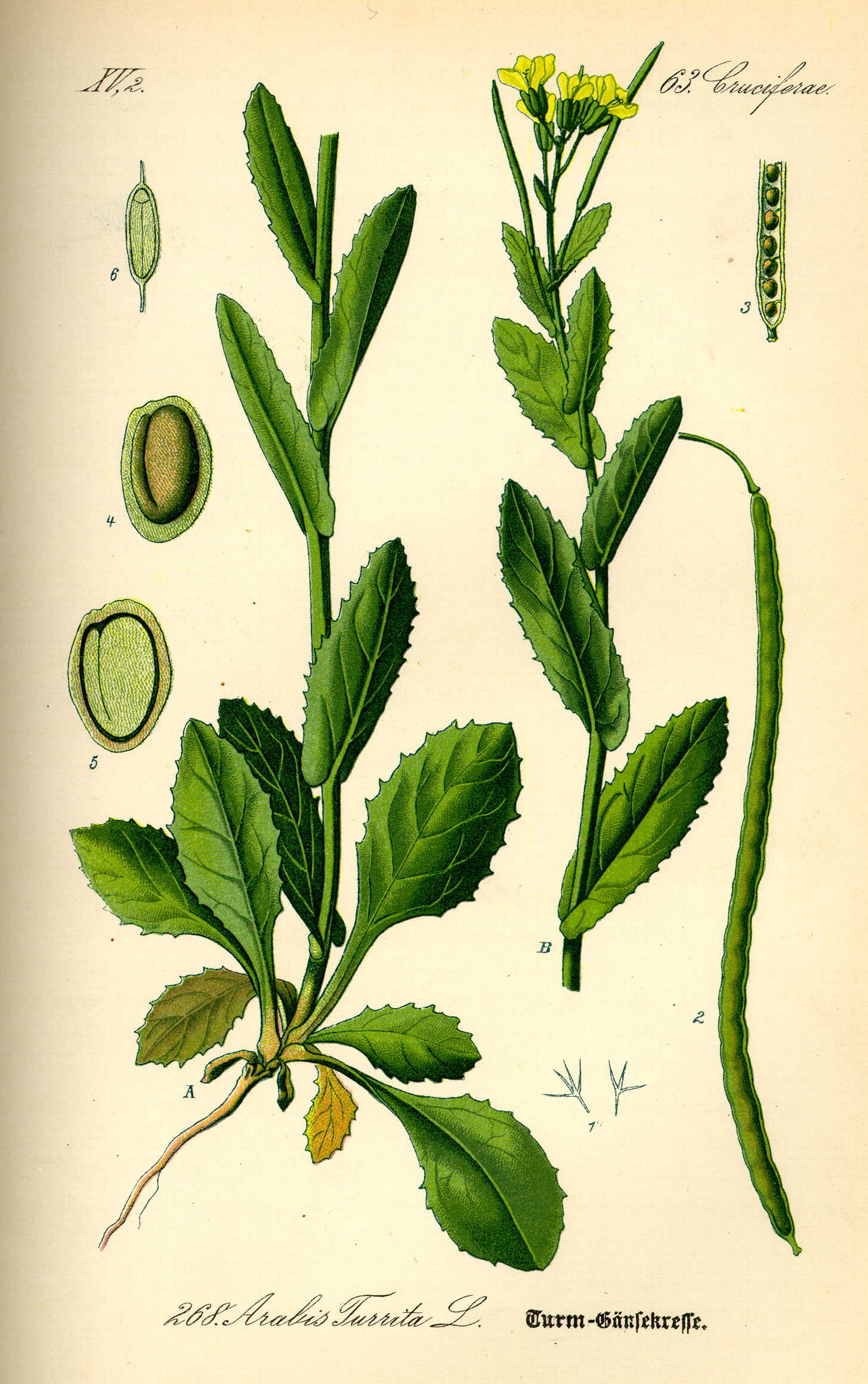
Arabis turrita

... · 
A. alpina (Alpenscheefkelk) · 
A. glabra (Torenkruid) · 
A. hirsuta subsp. hirsuta (Ruige scheefkelk) · 
A. hirsuta subsp. sagittata (Pijlscheefkelk) · 
A. soyeri · 
A. turrita (Torenscheefkelk) · 
...
... · 
Alliaria · 
Alyssum (Schildzaad) · 
Arabidopsis · 
Arabis (Scheefkelk) · 
Armoracia · 
Aubrieta · 
Barbarea (Barbarakruid) · 
Berteroa · 
Brassica (Kool) · 
Braya · 
Bunias (Hardvrucht) · 
Cakile · 
Calepina · 
Camelina · 
Capsella (Herderstasje) · 
Cardamine (Veldkers) · 
Cochlearia (Lepelblad) · 
Coincya · 
Conringia · 
Coronopus (Varkenskers) · 
Crambe (Bolletjeskool) · 
Descurainia · 
Diplotaxis (Zandkool) · 
Draba · 
Erophila · 
Eruca · 
Erucastrum · 
Eutrema  · 
Erysimum (Steenraket) · 
Heliophila · 
Hesperis · 
Hirschfeldia · 
Hormathophilla · 
Hornungia · 
Iberis (Scheefbloem) · 
Isatis · 
Lepidium (Kruidkers) · 
Lobularia · 
Lunaria (Judaspenning) · 
Malcolmia · 
Matthiola · 
Neslia · 
Physaria · 
Pringlea · 
Ptilotrichum · 
Raphanus (Radijs) · 
Rapistrum · 
Rorippa (Waterkers) · 
Schouwia · 
Selenia · 
Sinapidendron · 
Sinapis · 
Sisymbrium (Raket) · 
Subularia · 
Teesdalia · 
Thlaspi (Boerenkers) · 
...